# 40 jours et 40 nuits
Pour plus de détails, voir Fiche technique et Distribution.
40 jours et 40 nuits (40 Days and 40 Nights) est un film américano-britannico-français réalisé par Michael Lehmann, sorti en 2002.

## Synopsis
Après sa rupture qui le laisse profondément attristé, Matt Sullivan (Josh Hartnett) enchaîne les conquêtes d'un soir. Après avoir parlé de son mal-être à son frère qui est prêtre, il décide de faire vœu de chasteté durant 40 jours et 40 nuits mais quand ses amis l'apprennent, ils décident de parier à ce sujet. De ce fait, tout le monde tente de le faire craquer.
Matt, lui, est convaincu de pouvoir réussir à résister mais il rencontre une jeune femme nommée Erica (Shannyn Sossamon). Il s'en éprend alors et il devient totalement fou d'elle mais son ex-copine, Nicole (Vinessa Shaw) est jalouse de cette nouvelle relation et va alors tout faire pour déstabiliser Matt.

## Fiche technique
- Titre français : 40 jours et 40 nuits
- Titre original : 40 Days and 40 Nights
- Réalisation : Michael Lehmann
- Scénario : Rob Perez
- Production : Tim Bevan, Eric Fellner et Michael London (en)
- Producteur délégué : Debra Hayward
- Producteur exécutif : Jennifer Thomas
- Société de production : Miramax Films, Milo Productions, Studiocanal ( France), Universal Pictures et Working Title Films ( Royaume-Uni)
- Musique originale : Rolfe Kent
- Photographie : Elliot Davis
- Montage : Nicholas C. Smith
- Décors : Sharon Seymour
- Costumes : Jill M. Ohanneson
- Pays :  États-Unis,  Royaume-Uni,  France
- Langue : anglais
- Lieux de tournage : San Francisco (États-Unis), Vancouver (Canada)
- Genre : comédie romantique
- Durée : 96 minutes
- Budget : 17 millions de $
- Format : couleur - Son : DTS - Dolby Digital - SDDS - 35 mm
- Dates de sortie :
  - États-Unis, Canada : 1er mars 2002
  - Royaume-Uni : 31 mai 2002
  - France, Belgique : 10 juillet 2002
- Interdiction :
  - États-Unis : Rated R for strong sexual content, nudity and language (certificat #38351)
  - France : Accord parental souhaitable

## Distribution
- Josh Hartnett (VF : Rémi Bichet ; VQ : Martin Watier) : Matt Sullivan
- Shannyn Sossamon (VF : Marion Valantine ; VQ : Geneviève Angers) : Erica Sutton
- Maggie Gyllenhaal (VF : Caroline Delaunay) : Sam
- Paulo Costanzo (VF : Franck Lorrain ; VQ : François Godin) : Ryan
- Adam Trese (VQ : Pierre Auger) : John Sullivan
- Emmanuelle Vaugier (VF : Céline Mauge) : Susie
- Lorin Heath : Diana
- Aaron Trainor : Kellner
- Glenn Fitzgerald (VQ : Jean-François Beaupré) : Chris
- Monet Mazur : Candy
- Christine Chatelain : Andie
- Keegan Connor Tracy : Mandy
- Michelle Harrison : Maureen
- Vinessa Shaw (VQ : Marie-Josée Normand) : Nicole
- Stanley Anderson : Pater Maher
- Griffin Dunne (VF : Hervé Furic ; VQ : Luis de Cespedes) : Jerry Anderson
- Mary Gross : Bev Sullivan
- Dylan Neal : David Brokaw
- Paul Jarrad (en) (VQ : François Sasseville) : Duncan
- Michael Maronna (en) (VQ : Patrice Dubois) : 'Bagel Boy'
- Terry Chen : Neil

Source et légende : Version française (VF) sur le site d’AlterEgo (la société de doublage). Version québécoise (VQ) sur le site de Doublage Québec (la société de doublage québécois)

## Anecdote
- Katie Holmes a refusé le rôle d'Erica Sutton.